# آساکوچی، اوکایاما
آساکوچی در استان اوکایاما در کشور ژاپن واقع شده است  که دارای جمعیت ۳۷٬۱۰۸ نفر و مساحت ۶۶٫۴۶ کیلومتر مربع با تراکم جمعیت ۵۵۸  نفر در کیلومترمربع است و در تاریخ ۲۱ مارس ۲۰۰۶ به عنوان شهر شناخته شد.